# إنفيزيمالس
إنفيزيمالس (بالإنجليزية: Invizimals)‏ ، هي لعبة فيديو إلكترونية من إنتاج وتطوير شركة نوفارما الإسبانية سنة 2009م ، وتعمل لنطام بلاي ستيشن بورتبل الحصري.